# D-Wave
D-Wave (wcześniej Digital Wave) - marka odtwarzaczy MP3/MP4. Odtwarzacze tej marki maja zastosowana pamięć Flash firmy Samsung o pojemności od 128 MB do 8 GB (aktualnie w sprzedaży od 1 GB – 8 GB).
Marka zadebiutowała na rynku odtwarzaczy 1 maja 2005, a jej właścicielem jest firma Empire Audio Sp. z o.o..
Odtwarzacze D-Wave posiadają dodatkowe funkcje: aparat cyfrowy, kamerę video, gry (PMP), dyktafon, radio FM, przeglądarka zdjęć, ebook (książka elektroniczna).
Odtwarzacze posiadają wyświetlacze w technologii TFT LCD o różnych przekątnych (od 1,5 cala do 3,2 cala).
12 marca 2008 D-Wave wprowadził na rynek 24 modele odtwarzaczy MP4 oraz 4 modele odtwarzaczy MP3, których większość jest ciągle w sprzedaży.